# Idalou
Idalou és una ciutat al Comtat de Lubbock a l'estat de Texas. Segons el cens del 2000 tenia 2.157 habitants.

## Demografia
Segons el cens del 2000, Idalou tenia 2.157 habitants, 796 habitatges, i 593 famílies. La densitat de població era de 849,8 habitants per km².
Dels 796 habitatges en un 36,8% hi vivien nens de menys de 18 anys, en un 60,1% hi vivien parelles casades, en un 10,7% dones solteres, i en un 25,4% no eren unitats familiars. En el 24,2% dels habitatges hi vivien persones soles el 12,8% de les quals corresponia a persones de 65 anys o més que vivien soles. El nombre mitjà de persones vivint en cada habitatge era de 2,71 i el nombre mitjà de persones que vivien en cada família era de 3,22.
Per edats la població es repartia de la següent manera: un 29,3% tenia menys de 18 anys, un 7,8% entre 18 i 24, un 25,5% entre 25 i 44, un 23,3% de 45 a 60 i un 14% 65 anys o més.
L'edat mediana era de 37 anys. Per cada 100 dones de 18 o més anys hi havia 82,6 homes.
La renda mediana per habitatge era de 34.167 $ i la renda mediana per família de 39.766 $. Els homes tenien una renda mediana de 29.556 $ mentre que les dones 20.150 $. La renda per capita de la població era de 14.664 $. Aproximadament el 10,2% de les famílies i l'11,2% de la població estaven per davall del llindar de pobresa.

## Poblacions properes
El següent diagrama mostra les poblacions més properes.